# Hans Deuschl
Hans Deuschl (* 21. Juli 1891 in Grafing; † 27. April 1953 in Starnberg) war ein deutscher Mediziner, SS-Führer und Ärztefunktionär.

## Leben
Deuschl, Sohn eines Guts- und Brauereibesitzers, wuchs mit 14 Geschwistern auf. Seine Schulzeit beendete Deuschl an dem Realgymnasium in Rosenheim mit dem Abitur und absolvierte danach ein Studium der Medizin an den Universitäten München und Erlangen. Seit seiner Studienzeit gehörte er ab 1909 der schwarzen Studentenverbindung Apollo München (seit 1933 Münchener Burschenschaft Apollo) an. Aus der gemeinsamen Mitgliedschaft in der Apollo ergab sich auch seine Freundschaft zum späteren Reichsführer SS Heinrich Himmler. Deuschl unterbrach sein Studium wegen der Teilnahme am Ersten Weltkrieg. Nach Kriegsende war Deuschl ab Mitte Mai 1919 Medizinalpraktikant an den Heil- und Pflegeanstalten Regensburg und Wöllersdorf und der Universitätspoliklinik München. Von Juni 1920 bis 1923 war er erneut an der Heil- und Pflegeanstalt Regensburg beschäftigt und promovierte zu dieser Zeit zum Dr. med. Danach war er bis 1925 in der Firma seiner Eltern tätig. Anschließend arbeitete Deuschl bis 1928 als Krankenhausarzt und war danach bis 1935 als Assistenzarzt am Münchener Krankenhaus rechts der Isar tätig. Zwischenzeitlich hatte Deuschl im April 1932 seine Ausbildung zum Facharzt für Röntgen- und Lichtheilkunde abgeschlossen.
Deuschel gehörte nach Ende des Ersten Weltkrieges einem Freikorps an und engagierte sich beim Völkischen Block, wo er bis zum Oberführer aufstieg. Während seines Aufenthalts in Grafing war er Kandidat für den Bürgermeisterposten in seiner Heimatstadt und unterlag bei der Wahl im Dezember 1924 nur knapp. Zum 2. September 1929 trat Deuschl der NSDAP (Mitgliedsnummer 147.015) und im Juni 1931 der SS bei (SS-Nummer 8.894). Auf Betreiben Himmlers leitete er danach das Sanitätswesen der I. SS-Standarte in München und machte bei der SS zunächst Karriere. In der SS stieg Deuschel am 30. Januar 1937 bis zum Oberführer auf.
Im August 1929 gehörte Deuschl zu den Gründungsmitgliedern des Nationalsozialistischen Deutschen Ärztebundes (NSDÄB). Anfang März 1931 wurde Deuschl Geschäftsführer beim NSDÄB und war bis August 1934 Herausgeber der Verbandszeitschrift Ziel und Weg des NSDÄB. Zudem saß Deuschl dem Hartmannbund vor, bis dieser 1936 zwangsweise im NSDÄB aufging. Deuschl wurde 1933 Stellvertreter des Reichsärzteführers Gerhard Wagner. Wenige Monate nach Wagners Tod wurde Deuschl durch den neuen Reichsärzteführer Leonardo Conti aufgrund unterschiedlicher inhaltlicher Vorstellungen von seinem Stellvertreterposten entpflichtet und Kurt Blome wurde Ende August 1939 Deuschls Nachfolger. Deuschl gehörte danach jedoch noch dem Beirat der Reichsärztekammer an.
Deuschl begleitete die Errichtung der Führerschule der Deutschen Ärzteschaft in Alt Rehse, die am 1. Juni 1935 eröffnet und deren erster Leiter er wurde. Dort widmete er sich mehr organisatorischen denn ärztlichen Belangen. Deuschl war seit Februar 1937 zum zweiten Mal mit der wesentlich jüngeren schwedischen Hebamme Sara Toll verheiratet. Bei der Hochzeit war Himmler Trauzeuge und wurde auch Pate des ältesten Sohnes der Deuschls namens Heinrich. Infolge einer Auseinandersetzung mit Martin Bormann musste Deuschl im November 1940 seinen Posten an der ärztlichen Führerschule aufgeben. Deuschls Nachfolger wurde sein bisheriger Stellvertreter Johannes Peltret. Danach zogen die Deuschls nach München, wo Deuschl u. a. beim Lebensborn erfolglos um einen hauptamtlichen Posten bei der SS nachsuchte.
Von Mitte November 1941 bis April 1943 war er Leiter des Gesundheitswesens beim Generalkommissar für Estland in Reval und dort in Personalunion Direktor der „Deutschen Klinik“. Am 24. Januar 1942 schlug er Himmler vor, „zur Eindämmung des Fleckfiebers die Hälfte aller sowjetischen Kriegsgefangenen in seinem Gebiet erschießen zu lassen, um die andere Hälfte dieser bolschewistischen Bestien mit doppelten Rationen als Arbeitskräfte zu erhalten“.
Danach scheiterte sein Versuch, in die Waffen-SS bzw. ins KZ Dachau versetzt zu werden. Anfang 1944 wurde Deuschl schließlich auf Betreiben Himmlers Bürgermeister von Starnberg und blieb in dieser Funktion bis zu Kriegsende. Nach Kriegsende wurde Deuschl im November 1948 nach einem Spruchkammerverfahren in Starnberg als Mitläufer entnazifiziert.

## Auszeichnungen
| Deuschls SS-Ränge | Deuschls SS-Ränge      |
| Datum             | Rang                   |
| ----------------- | ---------------------- |
| Juni 1931         | SS-Standartenarzt      |
| November 1932     | SS-Sturmbannführer     |
| November 1933     | SS-Obersturmbannführer |
| November 1934     | SS-Standartenführer    |
| Januar 1937       | SS-Oberführer          |

- Olympisches Eisernes Kreuz II. Klasse[6]
- Goldenes Parteiabzeichen der NSDAP[5] (30. Januar 1939)
- Ehrendegen des Reichsführers SS[6]
- Totenkopfring der SS[6]